# Clystea fervens
Clystea fervens là một loài bướm đêm thuộc phân họ Arctiinae, họ Erebidae.